# Прибрежная Дакия

Прибрежная Дакия (лат. Dacia Ripensis) — провинция Римской империи, основанная в 271 году императором Аврелианом на правом берегу Дуная.

## История
Римская провинция Дакия была основана в 106 году римским императором Траяном, который аннексировал в пользу империи земли, населенными дакийскими племенами — часть современной Румынии. Территория была богата залежами золота, поэтому она была быстро колонизирована и романизирована. Тем не менее, провинция страдала от набегов варваров, живущих по соседству. Во второй половине III века положение Римской империи ухудшилось, и император Аврелиан был вынужден эвакуировать римские войска и мирных жителей на правый берег Дуная. Там, во Фракии и Мезии, к 285 году были созданы две новые провинции — Прибрежная Дакия (лат. Dacia Ripensis) со столицей Ратиария и Внутренняя Дакия (лат. Dacia Mediterranea) со столицей Сердика. Позже две Дакии вместе с провинциями Дардания, Нижняя Мезия и Превалитания образуют Епархию Дакии.
На самом деле территория Прибрежной Дачии раньше называлась Верхней Мезией, и именно там родился сам император. Левый берег Дуная, оставленный римлянами, был быстро занят варварами — готами, вандалами, гепидами, сарматами, но там оставалась часть романизированного населения.
Она просуществовала до 586 года.
Столицей Прибережной Дакии стала Ратиария (руины этого города расположены в 2 км в западу от села Арчар в северной Болгарии). Когда в 275 году Аврелиан полностью отказался от Дакии, римский XIII Парный легион разместился в Ратиарии во вновь образованной провинции Прибрежная Дакия.
Провинция Прибрежная Дакия, которая состоит из части бывшей провинции Верхняя Мезия, простирается от Купе (ныне Голубац, Сербия) до реки Утус (ныне река Вит) и западнее западной части Балканских гор. Река Вит течёт от Балканских гор до её слияния с Дунаем в современном городе Сомовит.
В 408 году гунны Улдина завоевали римскую крепость Castra Martis (совр. г. Кула в Болгарии). В 586 году авары вторглись в провинцию и поселились между Верхней Мезией (Верхняя Мезия) и Нижней Мезией (Нижняя Мезия).